# Marcel Höhlig
Marcel Höhlig, né le 14 avril 1979 à Rodewisch, est un spécialiste du combiné nordique allemand.

## Palmarès

### Jeux olympiques
- Jeux olympiques d'hiver de 2002 à Salt Lake City (États-Unis) :
  -  Médaille d'argent par équipe.
  - 25e de l'épreuve de sprint.

### Coupe du monde
- Meilleur classement général : 16e en 2002.
- Meilleur résultat individuel : 7e.
- 3 podiums par équipes.